# Thấm Thủy
Thấm Thủy (chữ Hán giản thể: 沁水县, âm Hán Việt: Thấm Thủy huyện) là một huyện thuộc địa cấp thị Tấn Thành, Tấn Thành, tỉnh Sơn Tây, Cộng hòa Nhân dân Trung Hoa. Huyện Thấm Thủy có diện tích 2655 km², dân số năm 2003 là 210.000 người.
Huyện Thấm Thủy được chia thành các đơn vị hành chính gồm 7 trấn, 7 hương. Mã số bưu chính của Thấm Thủy là 048200